# رزای من
رُزای من (فیلیپینی: Ma' Rosa) فیلمی درام به کارگردانی بریانته مندوزا محصول سال ۲۰۱۶ است. این فیلم در بخش اصلی جشنواره فیلم کن ۲۰۱۶ حضور داشت و جایزه بهترین بازیگر زن را برای ژاکلین خوزه به ارمغان آورد.